# Пі Сю

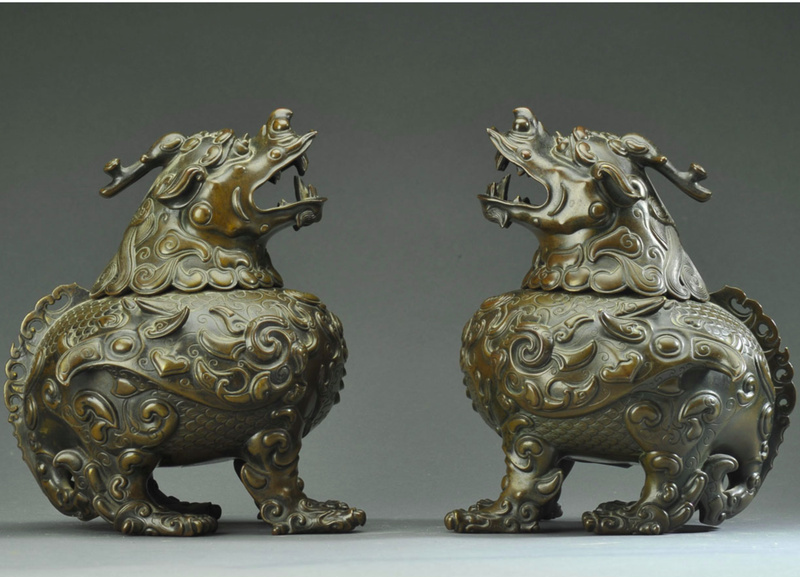
Пі Сю

Пі Сю (кит. 貔貅, пін. pí xiū) — істота у китайській міфології. Первісно[джерело?] називалась Пі Сє (辟邪, «відганяння лиха»). Зображується у вигляді крилатого лева. За повір'ями керує багатством. Вважається, що Пі Сю має страшенний апетит до золота і срібла, а тому притягує до себе багатство (財氣, цай ці) звідусіль. Через це її зображення чи статуетки присутні у домах багатьох китайців, особливо тих, для яких поточний рік є несприятливим за китайським гороскопом.
Існує два види Пі Сю, які різняться формою рогів. Перший — це Пі Я, який відганяє злих духів, а другий — Тіян Лу (天祿) або Пі Чень, який притягує гроші.
Пі Сю вважається дев'ятою дитиною дракона. Вона винюхує запах золота чи срібла і приносить його у пащі господарю.

## Посилання

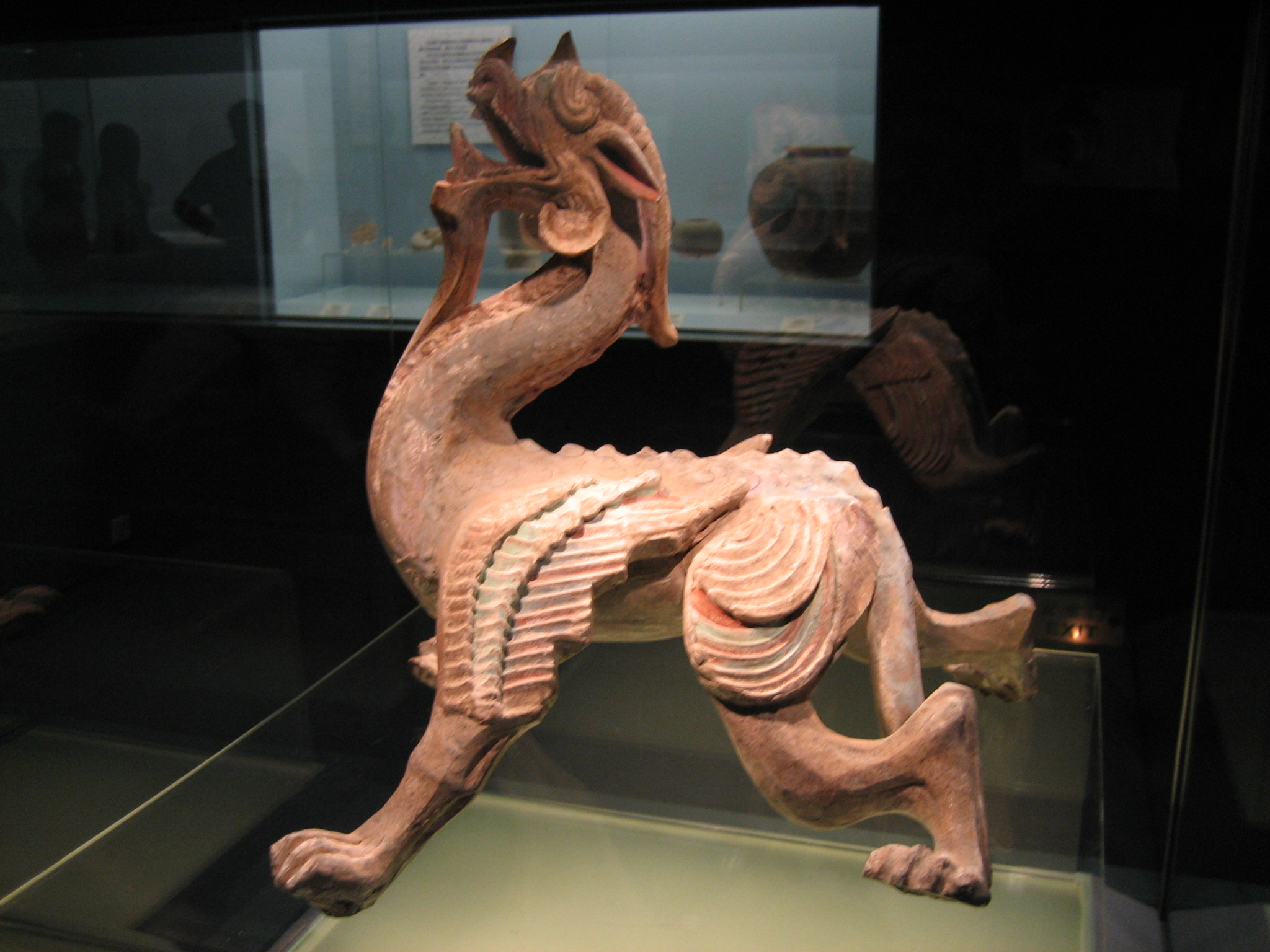
Теракота, Шанхайський музей